# Рибно-Слободський район
Рибно-Слободський район (рос. Рыбно-Слободский район, тат. Балык Бистәсе районы) — муніципальний район у складі Республіки Татарстан Російської Федерації.
Адміністративний центр — селище Рибна Слобода.

## Адміністративний устрій
До складу району входять одне міське та 30 сільських поселень:
1. смт Рибна Слобода
2. Анатиське сільське поселення
3. Баликли-Чукаєвське сільське поселення
4. Бетьковське сільське поселення
5. Бієктауське сільське поселення
6. Великоєлгинське сільське поселення
7. Великокульгинське сільське поселення
8. Великомашляцьке сільське поселення
9. Великоошняцьке сільське поселення
10. Великосалтанське сільське поселення
11. Іванаєвське сільське поселення
12. Козяково-Челнинське сільське поселення
13. Корноуховське сільське поселення
14. Кугарчинське сільське поселення
15. Кукеєвське сільське поселення
16. Кутлу-Букаське сільське поселення
17. Масловське сільське поселення
18. Нижньотімерлецьке сільське поселення
19. Новоариське сільське поселення
20. Полянське сільське поселення
21. Русько-Ошняцьке сільське поселення
22. Сорочья-Горське сільське поселення
23. Троїцько-Урайське сільське поселення
24. Урахчинське сільське поселення
25. Уреєвське сільське поселення
26. Шеморбаське сільське поселення
27. Шетнєво-Тулуське сільське поселення
28. Шумбутське сільське поселення
29. Шумковське сільське поселення
30. Юлсубинське сільське поселення
31. Ямашевське сільське поселення